# Kronprinsens pokal i bandy
Kronprinsens pokal i bandy är en skolturnering i bandy, som arrangeras av Svenska Skolidrottsförbundet i samarbete med Svenska Bandyförbundet, vars första upplaga spelades 1935. Tidigare deltog läroverk, men sedan 1970-talet deltar istället gymnasieskolor, då det inte längre finns några läroverk i Sverige.
Turneringen är uppkallad efter Gustaf VI Adolf, som var kronprins när pokalen sattes upp.

## Slutsegrare
- 1935 - Västerås högre allmänna läroverk
- 1936 - Karlstads högre allmänna läroverk
- 1937 - Karlstads högre allmänna läroverk
- 1938 - Västerås högre allmänna läroverk
- 1939 - turneringen avbruten på grund av isbrist
- 1940 - Gefle högre allmänna läroverk
- 1941 - Västerås högre allmänna läroverk
- 1942 - Gefle högre allmänna läroverk
- 1943 - turneringen avbruten på grund av isbrist
- 1944 - Gefle högre allmänna läroverk
- 1945 - Gefle högre allmänna läroverk
- 1946 - Gefle högre allmänna läroverk
- 1947 - Gefle högre allmänna läroverk
- 1948 - Gefle högre allmänna läroverk
- 1949 - Karolinska högre allmänna läroverk
- 1950 - Uppsala högre allmänna läroverk
- 1951 - Uppsala högre allmänna läroverk
- 1952 - Uppsala högre allmänna läroverk
- 1953 - Sandvikens högre allmänna läroverk
- 1954 - Katrineholms högre allmänna läroverk
- 1955 - Sandvikens högre allmänna läroverk
- 1956 - Karlstads högre allmänna läroverk
- 1957 - Sandvikens högre allmänna läroverk
- 1958 - Köpings högre allmänna läroverk
- 1959 - Köpings högre allmänna läroverk
- 1960 - Katrineholms högre allmänna läroverk
- 1961 - Sandvikens högre allmänna läroverk
- 1962 - Köpings högre allmänna läroverk
- 1963 - Bollnäs högre allmänna läroverk
- 1964 - Gefle högre allmänna läroverk
- 1965 - Katrineholms tekniska skola
- 1966 - Katrineholms tekniska skola
- 1967 - Katrineholms tekniska skola
- 1968 - Rudbecksskolan, Örebro
- 1969 - Falu gymnasium
- 1970 - Stenhamraskolan, Ljusdal
- 1971 - Brinellskolan, Nässjö
- 1972 - Staffangymnasiet, Söderhamn
- 1973 - Gymnasieskolan, Ljusdal
- 1974 - Falu gymnasium
- 1975 - Örebroskolan för vuxna
- 1976 - Torsbergsskolan, Bollnäs
- 1977 - Falu gymnasium
- 1978 - Falu gymnasium
- 1979 - De la Gardieskolan, Lidköping
- 1980 - Hammargymnasiet, Sandviken
- 1981 - Torsbergsskolan, Bollnäs
- 1982 - Hushagsskolan, Borlänge
- 1983 - De la Gardieskolan, Lidköping
- 1984 - De la Gardieskolan, Lidköping
- 1985 - Njudungsgymnasiet, Vetlanda
- 1986 - Njudungsgymnasiet, Vetlanda
- 1987 - Torsbergsskolan, Bollnäs
- 1988 - De la Gardieskolan, Lidköping
- 1989 - Torsbergsskolan, Bollnäs
- 1990 - Torsbergsskolan, Bollnäs
- 1991 - Torsbergsskolan, Bollnäs
- 1992 - Torsbergsskolan, Bollnäs
- 1993 - De la Gardieskolan, Lidköping
- 1994 - De la Gardieskolan, Lidköping
- 1995 - Torsbergsskolan, Bollnäs
- 1996 - De la Gardieskolan, Lidköping
- 1997 - De la Gardieskolan, Lidköping
- 1998 - De la Gardieskolan, Lidköping
- 1999 - Voxnadalens gymnasieskola, Ovanåker
- 2000 - Njudungsgymnasiet, Vetlanda
- 2001 - Voxnadalens gymnasieskola, Ovanåker
- 2002 - De la Gardieskolan, Lidköping
- 2003 - De la Gardieskolan, Lidköping
- 2004 - De la Gardieskolan, Lidköping
- 2005 - De la Gardieskolan, Lidköping
- 2006 - De la Gardieskolan, Lidköping
- 2007 - Staffangymnasiet, Söderhamn
- 2008 - Sandvikens gymnasieskola
- 2009 - Sandvikens gymnasieskola
- 2010 - Brinellgymnasiet, Nässjö
- 2011 - Voxnadalens gymnasieskola, Ovanåker
- 2012 - Bessemergymnasiets Skol IF, Sandviken
- 2013 - Voxnadalens gymnasium, Ovanåker
- 2014 - Njudungsgymnasiet, Vetlanda
- 2015 - Voxnadalens gymnasium, Ovanåker

### Fotnoter
1. ↑  (läst 4 april 2011) Svenska Bandyförbundet - Tidigare segrare Arkiverad 2 februari 2014 hämtat från the Wayback Machine.